# Peter Gröning
Peter Gröning (Berlín, 29 d'abril de 1939) és un ciclista alemany, ja retirat, que va córrer durant els anys 60 del segle xx. Es dedicà principalment a la pista.
El 1960 va prendre part en els Jocs Olímpics de Roma, en què va guanyar una medalla de plata en la prova de persecució per equips, junt a Siegfried Köhler, Bernd Barleben i Manfred Klieme.

## Palmarès
- 1959
  - Campió de la RDA de persecució per equips amateur (amb Rolf Nitzsche, Lothar Stäber i Manfred Klieme)
- 1960
  -  Medalla de plata als Jocs Olímpics de Roma en persecució per equips